# Calvinismo

La croce ugonotta, simbolo del calvinismo

Il calvinismo è una confessione del cristianesimo protestante sorta nel XVI secolo, a seguito dell'opera missionaria e della predicazione del riformatore Giovanni Calvino. Le chiese che seguono la dottrina calvinista sono spesso definite come Chiese riformate, sebbene il termine sia talvolta utilizzato per indicare l'insieme più vasto delle chiese protestanti. Le chiese calviniste condividono le principali dottrine del cristianesimo e delle altre chiese, in particolare per quanto riguarda l'unità e trinità di Dio e la natura divina di Gesù Cristo, così come formulate nei primi concili ecumenici e fissate nel credo niceno-costantinopolitano.
Il calvinismo si differenzia dal cattolicesimo ma anche dal luteranesimo per alcune particolari visioni dottrinali, come ad esempio la presenza non reale ma solo spirituale di Cristo nell'Eucaristia, il principio regolatore del culto e la proibizione di venerare immagini religiose.
Il termine calvinismo venne coniato ed utilizzato dai luterani per indicare quelli che seguono la dottrina di Calvino; molte denominazioni all'interno della Riforma preferiscono comunque utilizzare il termine riformate per differenziarsi dai calvinisti veri e propri. A partire dalla controversia arminiana, i riformati (cioè i cristiani protestanti che si distinguono dai luterani) si sono divisi in calvinisti e arminiani; ad ogni modo, dal momento che gli arminiani e i calvinisti rappresentano due scuole di pensiero diverse, oggi il termine riformato (con il quale gli arminiani non si sono mai identificati) è diventato sinonimo di calvinista.
Le aree europee dove il calvinismo ha avuto la maggiore diffusione sono la Svizzera (con Ginevra e Zurigo come centri più importanti), la Francia (dove però non riuscì a prevalere), i Paesi Bassi, la Scozia, l'Ungheria e alcuni principati della Germania, sebbene nei territori dell'Impero sia diventata religione ammessa, al pari del luteranesimo, solo dopo la guerra dei trent'anni. In Italia ha aderito al protestantesimo riformato la Chiesa Valdese.

## Storia

### XV secolo

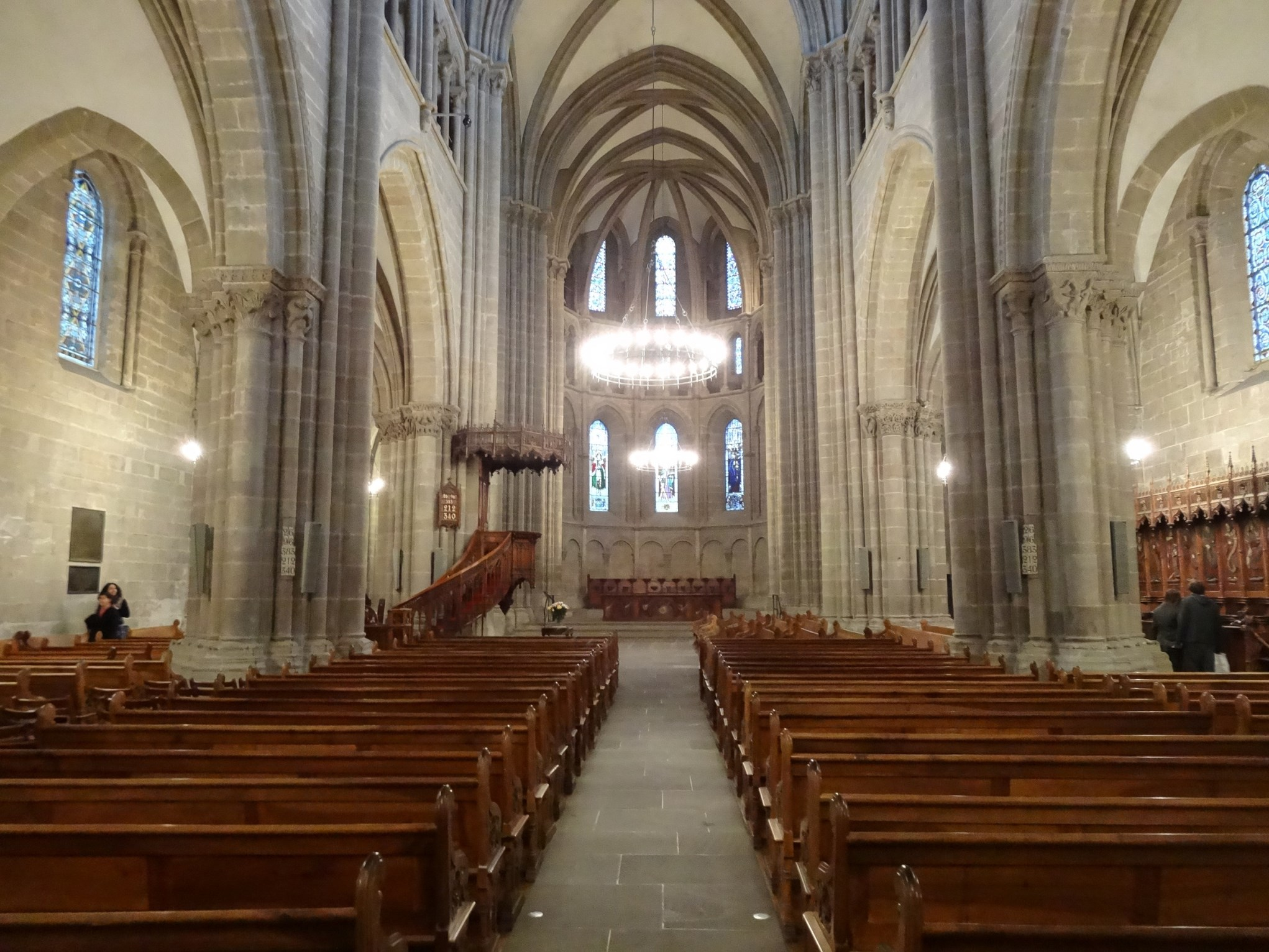
Interno della cattedrale di Ginevra, dove Calvino predicava

I primi riformatori che poi avrebbero influito sulla teologia di Calvino furono Huldrych Zwingli, Martin Bucer, Volfango Capitone, Giovanni Ecolampadio e Guillaume Farel (quest'ultimo fu collaboratore di Calvino). Sebbene fossero di scuole di pensiero diverse, condividevano principi di base come la suprema autorità delle Sacre Scritture, che poi avrebbe portato ad una più ampia elaborazione semantica del battesimo e della Santa cena da parte di Calvino, conosciuta come "teologia dell'Alleanza" (i due sacramenti sono segni visibili della salvezza eterna promessa da Dio). Altro fatto importante è la concordanza tra i suddetti teologi riguardo alla totale assenza della presenza materiale di Gesù nell'Eucaristia (quindi il rifiuto della transustanziazione). Inoltre tutti loro credevano che la salvezza fosse esclusivamente resa possibile dalla grazia di Dio (si nota quindi l'influenza di Lutero e Melantone), e che Dio salva solo gli esseri umani che Lui decide di salvare (concetto ripreso anche da Calvino).

### XVI secolo
Giovanni Calvino, Heinrich Bullinger, Wolfgang Musculus e Andreas Hyperius appartengono alla seconda generazione di teologi riformatori. Con il suo Institutio christianae religionis, pubblicato nel 1536, Calvino divenne il riformatore più influente e famoso della sua epoca. Verso la metà del XVI secolo, le chiese riformate iniziarono a catalogare e ufficializzare le proprie credenze ed opinioni in confessioni di fede, documenti costituzionali che plasmeranno la futura definizione del cristianesimo riformato.

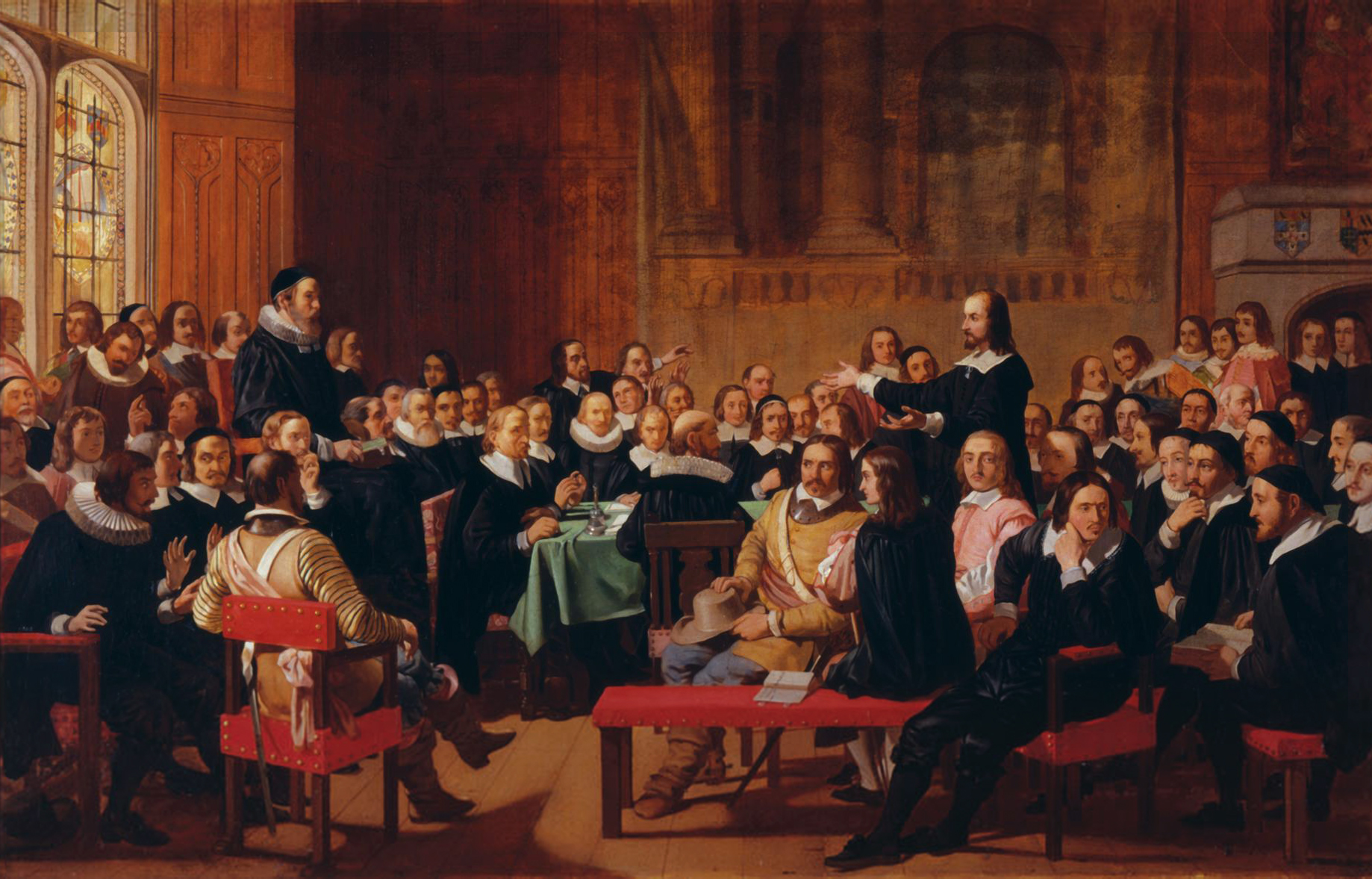
Assertion of Liberty of Conscience by the Independents of the Westminster Assembly of Divines, di J.R. Herbert, 1847, palazzo di Westminster

Il Consensus Tigurinus riuscì a raggruppare in un'unica chiesa gli zwingliani e i seguitori del memorialismo di Bullinger; quest'ultimo credeva che la Cena del Signore fosse solo un memoriale del sacrificio di Gesù e che nelle specie del pane e del vino non ci fosse la presenza materiale ma neanche quella spirituale di Cristo. Calvino lasciò perdere le opinioni di Bullinger e si rifece a quelle del compianto Zwingli, secondo cui nell'Eucaristia c'è la presenza reale e spirituale. Ad ogni modo, il Consensus Tigurinus mostra chiaramente come all'epoca le diverse interpretazioni non guastassero l'unità delle chiese riformate dei primi tempi. La stabilità e crescita della teologia riformata fecero da contrasto con l'amara controversia sopportata dai luterani prima che venisse pubblicata la Formula della Concordia nel 1579.
Il programma riformatore di Calvino, dopo aver raggiunto la Francia, si espanse anche nella regione dei Paesi Bassi. Il calvinismo venne adottato come religione di Stato nell'Elettorato del Palatinato grazie a Federico III, il quale portò alla formulazione del Catechismo di Heidelberg nel 1563. Questo e la Confessione di fede belga posero le basi per la nascita del primo sinodo della Chiesa riformata olandese nel 1571.
In seguito alcuni riformatori, sia calvinisti che simpatizzanti, si diressero verso l'Inghilterra (Martin Luther, Pietro Martire Vermigli e Jan Łaski) e la Scozia (John Knox) per diffondere la Riforma. Durante la rivoluzione inglese i calvinisti puritani produssero la celeberrima Confessione di fede di Westminster, pilastro costituzionale del presbiterianesimo nelle terre anglofone. Stabilitosi in Europa, il calvinismo si diffuse anche in Nord America, Sudafrica e Corea.
Calvino non visse abbastanza per vedere la sua opera riformatrice trasformarsi in un movimento missionario internazionale, ma la sua morte contribuì alla propagazione delle sue idee e della sua chiesa al di fuori della Svizzera, superando estremi limiti e stabilendo nuove comunità riformate in vari paesi del mondo, ognuna delle quali con le proprie caratteristiche distintive.

### Diffusione
Gli scritti di Calvino diffusero l'idea di una chiesa "correttamente" riformata in varie zone d'Europa. Il calvinismo divenne la religione maggiormente praticata in Scozia e nei Paesi Bassi (grazie a William Ames, Wilhelmus à Brakel e Theodorus Jacobus Frelinghuysen) e in varie parti della Germania (Caspar Oleviano e Zaccaria Ursino), soprattutto quelle più vicine ai confini olandesi.
Anche in Transilvania e Ungheria il calvinismo venne adottato da gran parte della popolazione, dal momento che in queste terre i nobili proteggevano i teologi riformatori e la Riforma stessa; oggi vivono circa 3,5 milioni di ungheresi calvinisti in tutto il mondo. Fu molto influente anche in Polonia, Lituania e Scandinavia, in particolar modo per ciò che riguarda la Svezia, dove tuttavia si preferì adottare il luteranesimo con il sinodo di Uppsala del 1593.
Molti dei coloni inglesi diretti verso il New England erano calvinisti, puritani inclusi; gli Ugonotti sopravvissuti alla repressione cattolica in Francia e i coloni olandesi nella Nuova Amsterdam; gli scozzesi dell'Ulster presbiteriani, sistematisi negli Appalachi. I coloni olandesi di religione calvinista furono tra l'altro i primi europei a colonizzare il Sudafrica nel XVII secolo, dove si divisero in Boeri e Afrikaner.
La Sierra Leone venne a sua volta colonizzata dagli scozzesi presbiteriani provenienti dalla Nuova Scozia, la maggior parte dei quali figli di africani liberati che erano entrati tra le milizie dell'Impero britannico durante la guerra d'indipendenza americana.

#### In Italia
L'Italia è stata la patria di molti importanti calvinisti, gran parte dei quali si rifugiarono a Ginevra. Il nome sicuramente da ricordare è quello di Giovanni Diodati, traduttore della Bibbia, nato a Ginevra nel 1576, da una famiglia lucchese fuggita in Svizzera a causa della persecuzione religiosa.
La Chiesa Valdese aderisce al protestantesimo riformato dal 1532 e, benché trasformatasi nel corso del tempo, rimane tuttora la più importante testimonianza calvinista nel panorama religioso italiano.
La casa editrice Claudiana stampa importanti classici del calvinismo. Diverse altre case editrici evangeliche propongono opere del calvinismo classico.

## Teologia
Da varie parti si è cercato di definire e cogliere l'essenza del calvinismo, di solito sulla base di particolari presupposti teologici o filosofici. Dato che il calvinismo è una struttura di pensiero pluriforme che cerca di interpretare l'intera realtà da un punto di vista cristiano, cercare di sintetizzare in poche parole è estremamente difficile. Ciò nonostante, per comprenderlo almeno in parte e ridurlo ad un formato ragionevole, è necessario tentare una qualche forma di analisi e di sintesi.

### Il principio formale del calvinismo: laBibbia

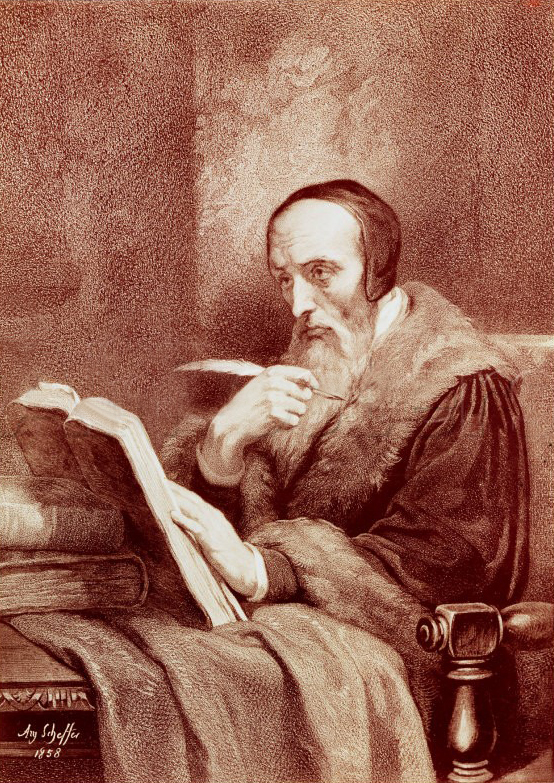
Ritratto di Giovanni Calvino, opera di Ary Scheffer del 1858

Il principio formale del calvinismo è la Bibbia, fonte della dottrina di Giovanni Calvino. Egli, forse più di ogni altro riformatore del XVI secolo, sostiene un concetto molto alto del testo, insistendo che esso è "parola di Dio", rivelazione di Dio all'umanità tramite documenti scritti su ispirazione dello Spirito Santo. Calvino, però, non prevede tutte le controversie che sarebbero sorte su questa dottrina e non sviluppa tutte le teorie della rivelazione e dell'ispirazione della Bibbia formulate dai calvinisti nel XIX e nel XX secolo. Eppure egli si attiene fermamente all'idea che la Bibbia è l'unica regola infallibile di fede e di condotta. In questo tutti i maggiori riformatori protestanti sono concordi.
Sulla base di questa persuasione, il calvinismo insiste sul fatto che la Bibbia è la sola fonte di conoscenza che sia stata data su Dio, la sua volontà e le sue opere. Sebbene la creazione e la provvidenza senza dubbio rivelino la potenza e la divinità di Dio, sia la natura che l'essere umano si sono così corrotti a causa del peccato che non possono più essere considerati strumenti adeguati per l'automanifestazione di Dio. Essi, inoltre, non rivelano nulla sulla redenzione in Cristo. Solo attraverso le parole e le azioni dei profeti, degli apostoli e soprattutto di Cristo, "parola vivente di Dio", come registrata nella Bibbia, è possibile avere una piena rivelazione di Dio.
Rivelando Dio, la Bibbia dà pure la vera comprensione e l'interpretazione dell'essenza e della condizione dell'essere umano. Essa informa, prima di tutto, che l'essere umano è creatura di Dio, che deve adempiere tutti i doveri e le responsabilità che Dio gli ha imposto. È così che la Bibbia al tempo stesso dice al credente che cosa debba credere su sé stesso e ciò che debba credere su Dio. Essa, inoltre, mette in evidenza che, proprio perché vi è discontinuità fra l'essere di Dio e quello della creatura umana, la conoscenza delle cose di Dio non può che essere parziale e restare avvolta in un mistero che nemmeno la Bibbia può dissipare del tutto. L'essere umano, cercando di comprendere la rivelazione biblica su sé stesso e sul suo rapporto con Dio, in ultima analisi deve accettarla per fede.
Questo non vuol dire che l'essere umano debba cadere in qualche forma di quietismo o di misticismo: la Bibbia è la carta fondamentale dell'azione del cristiano. Prima di tutto nelle questioni riguardanti il culto che a Dio è dovuto, le Scritture sono autorità finale, perché in esse Dio dice ai suoi figli in che modo egli desidera essere da loro accostato. Inoltre, le Scritture informano l'essere umano come esso debba vivere e condursi in questo mondo in rapporto sia alle risorse materiali che alle altre persone. La Bibbia, infine, afferma in modo ispirato quali siano lo scopo e il proposito ultimo della creatura umana nel mondo di Dio. È così che nel calvinismo la Bibbia occupa una posizione assolutamente centrale come fonte del pensiero e dell'azione del cristiano.

### Il principio materiale del calvinismo: la sovranità di Dio

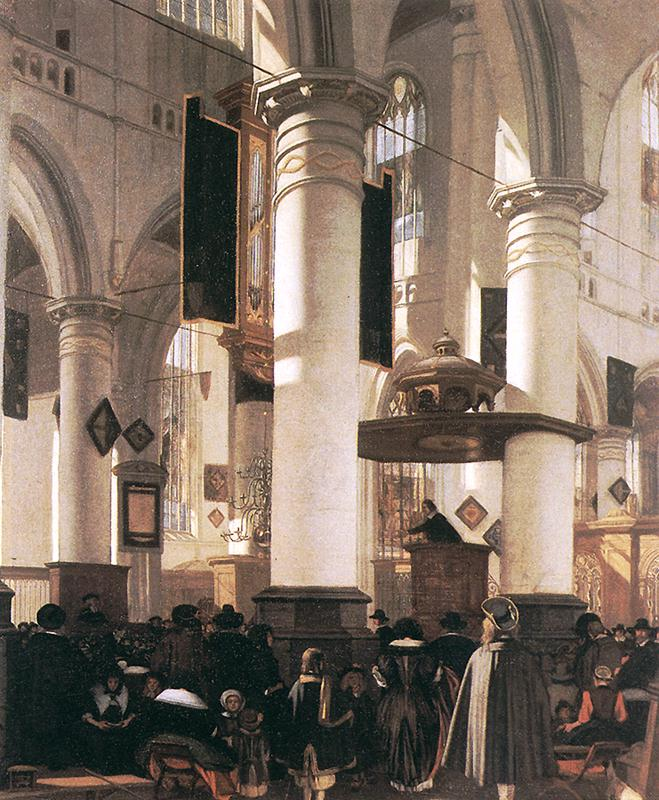
Interno di una chiesa calvinista in un dipinto di Emmanuel de Witte del 1660. Le chiese calviniste sono rinomate per il fatto di essere semplici e prive di decorazioni.

Dall'insegnamento biblico deriva ciò che potremmo chiamare il principio materiale del calvinismo, cioè la sovranità di Dio. Alcuni credono che sia questo il vero cuore del calvinismo, e per certi versi lo è. Il calvinista crede che il pensiero centrale nelle Scritture sia che il dio trino, un dio in tre persone, sia totalmente indipendente e assolutamente autosufficiente. Nell'ambito del rapporto intercorrente fra le tre persone dell'essere di Dio, Dio è espresso completamente e pienamente. L'essere umano non può in alcun modo comprendere ciò che questo significhi, se non che Dio è completamente e pienamente sovrano su quanto si pone fuori da lui. Non esiste alcunché che gli sia comparabile: egli è totalmente e completamente assoluto.
Tutto ciò che si pone nell'universo spazio-temporale, inclusi lo spazio e il tempo stessi, quindi, esiste solo grazie alla decisione creativa e all'azione provvidenziale di Dio. Egli ha fatto ogni cosa. Questo significa che tutto ciò che esiste è diverso da lui e subordinato a lui. Il calvinista non può in alcun modo accettare l'idea che l'universo spazio-temporale sia un'emanazione del divino o parte di Dio stesso. Né crede che una volta creato (come sostengono i deisti) questo funzioni automaticamente in base a delle leggi naturali innate. L'esistenza continua e l'operatività dell'universo, incluse le azioni libere delle creature umane, sono sostenute e determinate, istante dopo istante, dalla provvidenza misteriosa e onnipotente di Dio. Per poter comprendere veramente le scienze naturali e la Storia, quindi, è il dio sovrano a dover essere il punto di riferimento ultimo, in riferimento al quale queste devono essere interpretate. Secondo Giovanni Calvino tutte le cose devono essere guardate sub specie aeternitatis ("nella prospettiva dell'eternità").
Nel realizzare i suoi intenti, Dio permette alla creatura umana di peccare, sebbene essa commetta peccato per propria volontà e desiderio, alienandosi da Dio. Al tempo stesso Dio, nella sua grazia, si propone di redimere l'essere umano dal peccato e portarlo alla gloria. Dall'inizio della Storia, quindi, vi sono due princìpi che esistono in maniera conflittuale: il peccato e la redenzione, ovvero l'alienazione e la riconciliazione. Questi due princìpi sono rivelati molto chiaramente nell'Antico Testamento e giungono a compimento nell'opera redentrice di Gesù Cristo, il figlio incarnato di Dio, sul calvario. Da quel tempo in poi il conflitto si è esteso nel tempo: lo Spirito Santo chiama efficacemente il "suo popolo" fuori dal "regno di questo mondo" nel Regno di Dio per essere il "suo popolo sulla Terra".
Il "suo popolo" sono coloro che Dio ha eletto tramite Gesù Cristo per l'eternità, non perché prevedesse la loro fede o la loro giustizia, ma solo a causa della sua grazia e del suo amore. Nessun uomo si volgerebbe con ravvedimento e con fede a Dio a causa della corruzione della sua natura peccaminosa se lo Spirito Santo prima non lo rigenerasse per poterglielo permettere. Cristo, quindi, muore e risorge affinché i suoi eletti siano riconciliati con Dio. Dio accorda loro il dono dello Spirito Santo ed essi irresistibilmente e sicuramente giungono alla fede in Gesù Cristo e in questa vita si conformano sempre di più a sua immagine. Per il calvinismo la riconciliazione con Dio dipende interamente da Dio e dalla sua grazia eterna e sovrana. È questo il motivo per cui l'eletto non potrà mai andare perduto o scadere dalla grazia, ma persevererà fino alla fine.

### Il principio etico di base del calvinismo
Per coloro che accolgono la posizione suddetta, il principio biblico della sovranità di Dio implica pure un principio etico di base. Proprio perché Dio è sovrano, signore e creatore di ogni cosa, tutte le creature umane sono responsabili di servirlo in questa vita in tutto ciò che fanno. È la sovranità di Dio che rende la creatura umana veramente responsabile. Inoltre, fin dal principio, Dio ha affidato all'essere umano la responsabilità di agire nella creazione come il grande "profeta, re e sacerdote". Egli deve interpretare la creazione come possedimento di Dio per condurla nella lode e nel culto di Dio e per governarla per Dio. A questo fine Dio ha dato alla creatura umana il mandato creazionale di governare, sottomettere e riempire la Terra. Questo implica sia lo sviluppo delle sue risorse fisiche che l'organizzazione della società umana per questo proposito e obiettivo.
A causa del peccato, però, l'essere umano ha fallito nell'adempiere le sue responsabilità cercando di usare le sue risorse fisiche e umane in generale per il proprio piacere, comodo e gloria. Risultato di questo sono state sia la perversione che la contaminazione della buona creazione di Dio. Sebbene l'essere umano abbia sviluppato di fatto la creazione e le sue ricchezze, incluse le proprie abilità, di solito tende ad abusarne, persino per la distruzione dei suoi pari. Il cristiano, d'altro canto, riconoscendo le proprie responsabilità di fronte a Dio, vede il suo dovere nell'uso e nello sviluppo sia della creazione materiale che dei propri doni per il bene della società e per la gloria di Dio. È questa la sua vocazione nella vita.

### Il principio ultimo del calvinismo: la gloria di Dio
Il fine ultimo o principio ultimo del calvinismo è la gloria di Dio. Creazione e redenzione non hanno per fine ultimo la soddisfazione e il piacere dell'essere umano. L'evangelizzazione, il servizio sociale e attività simili non devono essere intese per il beneficio ultimo della creatura umana, ma per dare gloria al dio trino. A servizio di Dio sulla Terra, il cristiano si prefigge di manifestare la maestà, la potenza e la grazia di Dio, glorificare Dio in ogni cosa. Il cristiano non guarda alle cose che fa come qualcosa che gli sia richiesto, come semplici attività terrene, ma come qualcosa che deve tornare a credito della lode di Dio per l'eternità.

## Elaborazioni successive

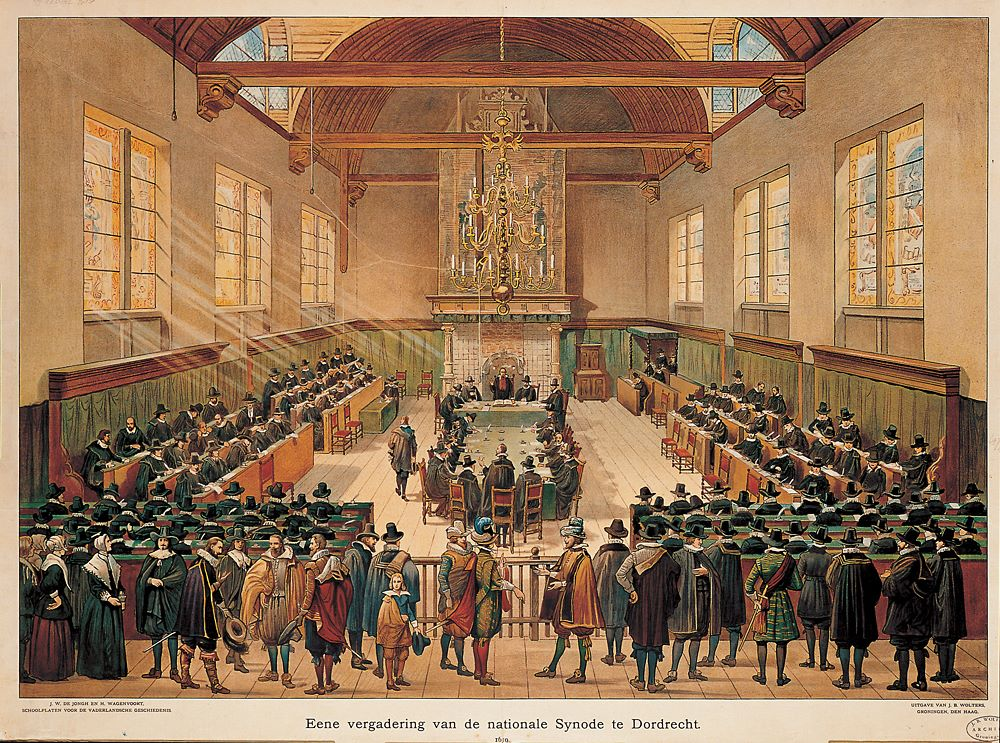
Stampa rappresentante il Sinodo di Dordrecht

Sebbene questo sistema sia stato reso esplicito da Calvino nei suoi scritti, esso è stato ulteriormente elaborato (spesso nel contesto di controversie) nell'ultima parte del XVI secolo e in parte riassunto nei Canoni del Concilio di Dordrecht (1618) in ciò che comunemente sono stati chiamati i "cinque punti del calvinismo":
- Depravazione totale della creatura umana (la creatura umana è totalmente contaminata dal peccato tanto che tutto ciò che fa ne è inficiato e condizionato Ro 5:5-8,1Co 2:9-14).
- Elezione incondizionata (Dio ha predestinato dall'eternità chi sarebbe stato oggetto della grazia salvifica indipendentemente da qualsiasi loro merito, per solo Suo insindacabile e giusto beneplacito Ro 9:11-18,Gv 1:13, Gv 6:44, Gv 6:63-65) .
- Redenzione limitata o particolare (Cristo è morto ed ha guadagnato la salvezza soltanto per coloro che Dio ad essa ha designato Gv 10:11,Gv 17:9);
- Grazia irresistibile (gli eletti giungeranno alla salvezza in modo certo e non possono scadere nella grazia Gv 3:8,At 7:51)
- Perseveranza dei santi (gli eletti sono attirati a Cristo e Lo abbracciano con fede irresistibile FI 1:6,Gv 6:37)

La principale distinzione tra Calvinismo e Luteranesimo sussiste in materia di dottrina della Santa Cena. Se, infatti, per Lutero e i suoi seguaci l'ascolto della Parola e la Santa Cena hanno eguale importanza nella vita del cristiano e della comunità, nell'interpretazione calvinista la Parola assume maggior rilievo della Santa Cena, la cui rilevanza non è, tuttavia, disconosciuta.
Le confessioni di fede riformate pubblicate dopo il 1618 pure esprimono queste dottrine, sebbene le pongano nel contesto più ampio dell'universale sovranità di Dio. Ciononostante, molti noti teologi come James Ussher (1581-1656), John Davenant (1576-1641), John Cameron (1579-1625) ed altri, insegnavano la redenzione generale.

## Contributi ed effetti nella civiltà occidentale
Il calvinismo, negli ultimi 400 anni, ha esercitato una vasta influenza su ogni aspetto della vita del mondo occidentale, anche se spesso il suo reale impatto è stato misconosciuto.

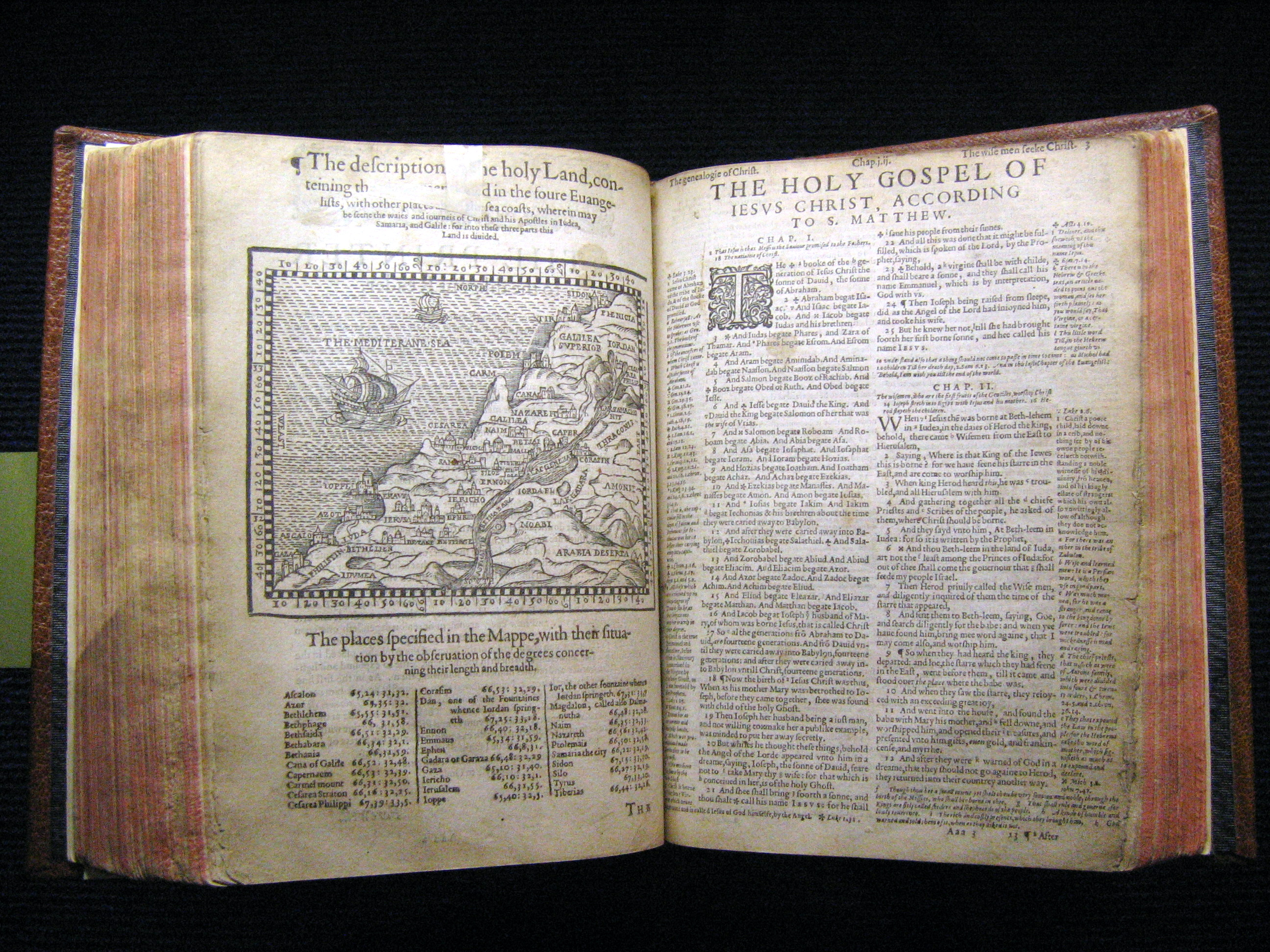
La Bibbia di Ginevra

Teologia. Come potremmo aspettarci, il contributo del calvinismo è stato più ovvio nel campo della teologia e della vita ed azione cristiana. Si potrebbe stilare una lunga lista di teologi, predicatori e riformatori dei passati 400 anni. Ricordiamo, per esempio, John Owen, Thomas Boston, George Whitefield, William Wilberforce, Anthony Ashley-Cooper (settimo conte di Shaftesbury), Abraham Kuyper, Charles Hodge, Benjamin B. Warfield, John Gresham Machen, Karl Barth e molti altri dalla forte posizione calvinista. Nessuno di loro mai ha sostenuto l'idea che la religione fosse qualcosa da tenersi separata dalla loro vita nel mondo. Essi vedevano il Calvinismo come qualcosa che abbraccia il tutto della vita, che influenza ogni sfera del pensiero e dell'azione.
Scienze naturali. Il calvinismo, sin dall'inizio, pure ha avuto un'influenza considerevole sullo sviluppo delle scienze naturali. Pierre de la Ramée, Ambroise Paré (Pareto), Bernard Palissy, Francis Bacon (Bacone), John Napier di Merchistoun, ed altri nei primi giorni della rivoluzione scientifica, pure erano calvinisti, e molti scienziati dal XVII secolo hanno sostenuto questa posizione teologica, credendo che Dio, con la Sua provvidenza sostiene tutta la natura secondo le Sue leggi e le Sue strutture. È per questo che l'essere umano può comprenderle ed usarle in questo mondo.
Politica. Dal tempo di John Knox in Scozia e dell'ammiraglio Gaspard de Coligny in Francia, per tutta la rivoluzione puritana in Inghilterra nel XVII secolo, fino ad Abraham Kuyper e Herman Dooyeweerd nei Paesi Bassi, come pure Émile Doumergue in Francia nel XIX e XX secolo, i calvinisti hanno pure avuto un ruolo importante nel cercare di sviluppare ed applicare una concezione cristiana della politica e dello Stato. Credendo che Cristo è "Signore dei signori e Re dei re", hanno cercato di portare sia governanti che governati a riconoscerlo come Colui verso il quale sono responsabili. Al tempo stesso essi hanno insistito, come lo stesso Calvino che il dispotismo o l'oligarchia, a causa della natura peccaminosa dell'essere umano, conduce solo all'oppressione, ma che la democrazia regolata dalle leggi fornisce la sola vera organizzazione politica che può garantire la giustizia e la libertà. Proprio per questo punto di vista, è stato il calvinismo a fornire la base del moderno costituzionalismo.

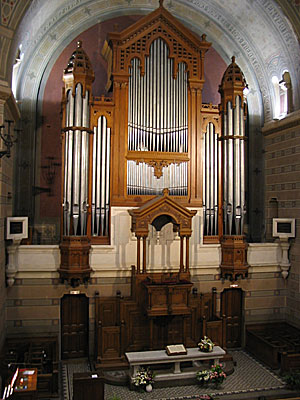
Presbiterio del Grande Tempio di Lione. Come in molte altre chiese calviniste viene fortemente enfatizzata l'importanza del pulpito e dell'altare.

Arte. Anche nell'Arte il calvinismo ha avuto un considerevole effetto. Non solo Calvino, con l'uso che faceva della lingua francese ha fatto molto per stabilirla su solide fondamenta, ma anche l'uso che ne ha fatto Clément Marot, Beza, ed altri per preparare il Salterio cantato in lingua volgare per il culto, ha stimolato l'interesse del Protestantesimo nella poesia. Sotto la sua influenza sono comparsi Salmi in musica e in metrica in molte lingue, fra cui l'inglese, l'olandese, l'italiano e l'ungherese. Le prime opere di John Milton riflettono questo stimolo, come pure fanno William Cowper, Willem Bilderdijk e molti altri. Nelle arti figurative i cosiddetti "piccoli maestri calvinisti" nei Paesi Bassi del XVII secolo e molti altri che li seguono in Francia, Inghilterra ed America, sono stati influenzati dal punto di vista calvinista. Da un punto di vista certamente più negativo, l'iconoclastia calvinista comportò notevoli perdite in opere d'arte (in particolare statue e vetrate) che furono distrutte tra il 1520 e il 1530.
All'origine del capitalismo?. È diventato comune l'associare il calvinismo alla nascita del capitalismo, a causa della sua dottrina sulla vocazione, sulla sua insistenza sulla necessità di lavorare in modo duro e diligente, come pure la moderazione in ogni cosa ed il risparmio. Max Weber, sociologo tedesco, seguito da Richard Henry Tawney, Ernst Troeltsch e molti altri, hanno proposto questa particolare interpretazione. C'è senza dubbio una certa misura di verità in questo (lavorare diligentemente, vivere in modo moderato e risparmiare, il tutto per la gloria di Dio, è indubbiamente una prospettiva biblica sul lavoro). L'insistenza però sul fatto che il calvinismo ponga troppo l'accento sulla proprietà privata, la pratica dell'interesse bancario e l'approccio razionale all'attività economica che conduce allo sfruttamento del lavoratore, mettendo così le basi per un capitalismo senz'anima, manca del tutto di evidenze storiche ed è ancora da comprovare. 

## Tra passato e futuro
Negli ultimi 400 anni il calvinismo ha conosciuto un'evoluzione della maggior parte delle chiese riformate storiche, nel pieno spirito dell'idea di riforma, sulla base delle concezioni liberali, democratiche, di tolleranza e di laicità dello Stato, del secolo dei lumi e della Rivoluzione francese. In questo quadro sono state aperte nuove prospettive dello studio e dell'interpretazione del testo biblico, in senso storico. L'evoluzione in tal senso implica anche un rapporto non conflittuale verso i progressi tecnici e scientifici.
Nel 1970 è nata l'Alleanza Mondiale delle Chiese Riformate (World Alliance of Reformed Churches, WARC), che raccoglie oltre 200 chiese calviniste riformate, presbiteriane e congregazionaliste. L'unica chiesa italiana facente parte dell'alleanza è la Chiesa Valdese.
Una parte dei calvinisti ha invece aderito alle nuove forme di religiosità evangelicale, diffuse particolarmente negli Stati Uniti, e che si incentrano su una lettura fondamentalista della Bibbia, rifiutando le interpretazioni non letterali.
Attualmente le chiese calviniste o riformate di tutto il mondo si riuniscono in associazioni come la World Communion of Reformed Churches, come comprende 80'000'000 di aderenti in 211 denominazioni membri, di stampo liberale e moderno; ci sono poi organizzazioni che si rifanno all'ortodossia e al conservatorismo del calvinismo delle origini, riunite in federazioni come la World Reformed Fellowship, l'International Conference of Reformed Churches oppure, per ciò che riguarda gli Stati Uniti, l'United Reformed Churches in North America.

### Correnti principali
- Calvinismo classico
- Amiraldismo
- Dortianismo
- Congregazionalismo
- Presbiterianesimo
- Ipercalvinismo
- Edwardianismo
- Spurgeonismo
- Bartheanesimo
- Neocalvinismo
- Nuovo calvinismo

### Gruppi celebri
- Afrikaner
- Boeri
- Padri pellegrini
- Puritani
- Ugonotti